# Contact (Nevada)
Contact es un área no incorporada ubicada en el condado de Elko en el estado estadounidense de Nevada.

## Geografía
La localidad está ubicada en las coordenadas 41°46′10″N 114°45′9″O / 41.76944, -114.75250.

## Historia
Una oficina de correos se estableció en Contact en 1897 y permaneció en funcionamiento hasta 1962. El nombre "Contact" es un término utilizado en la jerga minera.
Hacia 1915, Contact contaba con un hotel, un restaurante y su propio periódico local. Aunque en 1930 se diseñó un nuevo plan urbano para el pueblo, para esa época la comunidad ya estaba en declive nuevamente. Un devastador incendio en 1942 convirtió a Contact en un pueblo prácticamente fantasma. Hoy en día, una de las principales presencias en Contact es una estación de mantenimiento del Departamento de Transporte de Nevada.